# 堺市民の歌
「堺市民の歌」（さかいしみんのうた）は、日本の政令指定都市の1市である大阪府堺市の2代目市歌。作詞・中川至誠、補作・竹中郁、作曲・平井康三郎。
本項では、2005年（平成17年）に堺市へ編入合併された南河内郡美原町の町歌についても記述する。

## 解説
堺市の初代市歌は1935年（昭和10年）に制定された「堺市歌」（作詞・安西冬衛、作曲・佐藤吉五郎）であったが、戦後は演奏の機会が失われたため1959年（昭和34年）の市制70周年を記念して2代目の市歌を作成することになった。作詞は1954年（昭和29年）の皇太子（明仁上皇）御成婚を記念して産経新聞社が選定した記念歌「われらの皇太子」の作詞者である中川至誠が手掛け、作曲は市からの依頼により大阪音楽大学教授の平井康三郎が行い1958年（昭和33年）に完成。制定に伴い、日本コロムビアがA面にコロムビア混声合唱団の歌唱による「堺市民の歌」、B面に花村菊江と山中ひろしの歌唱による市民音頭「新堺音頭」を吹き込んだSPレコードを製造している。
現在は堺市民合唱祭や堺市民オリンピックなどの市が主催する行事で演奏されており、市民にとっては馴染み深い楽曲となっている。

## 堺市に関連する他の楽曲
現行「堺市民の歌」および初代「堺市歌」の他には1989年（平成元年）の市制100周年を記念して作成された「堺讃歌 風になれ」（作詞・藤本義一、作曲・服部克久）があり、市民合唱祭で「堺市民の歌」と合わせて演奏される。
また、南区では独自に区のイメージソング「みなみく・ダイスキ ダイスキ!」（作詞・もんたった、作曲・武京子）を作成しており、2012年（平成24年）11月11日に「南区ふれあいまつり」で初演奏が行われた。

### 美原町町歌
「美原町町歌」（みはらちょうちょうか）は1966年（昭和41年）9月、旧南河内郡美原町（現在の堺市美原区）が町制10周年を記念して町民音頭「美原音頭」と合わせて制定した。両曲とも作詞・喜志邦三、作曲・大野正雄、編曲・坂下滉で日本コロムビアがA面に三鷹淳歌唱の「美原町町歌」、B面に「美原音頭」を吹き込んだシングルレコードを製造している。
「美原町町歌」「美原音頭」とも2005年（平成17年）2月1日に美原町が堺市へ編入合併された際に廃止となっているが、区民の間では「地域の歌」として自主的に継承されている。